# Абинерга III
Абинерга III — последний царь Харакены, вассального государства парфян, правивший около 222 года. Его предполагаемым предшественником был Мага.
Об этом царе известно только лишь то, что около 222 года он потерпел поражение от восставшего против парфянской власти Ардашира Папакана, который создавал государство Сасанидов, и был убит.
Однако историчность личности Абинерги III находится под вопросом, так как он известен только из поздних арабских источников, где он упомянут под именем Бевду или Бинегу (Мухаммад ат-Табари). Кроме того, Мага является последним правителем Харакены, который упоминается современными источниками.